# Liées par le secret
Pour plus de détails, voir Fiche technique et Distribution.
Liées par le secret, ou Motus et bouche cousue au Québec (Our Lips Are Sealed) est un film américano-australien réalisé par Craig Shapiro en 2000.

## Synopsis
Deux jeunes filles vont être les témoins du vol d'un diamant précieux. À la suite de cet événement, le criminel est arrêté. Mais leur sécurité est menacée... Les amis du criminel sont sur leurs traces, car l'une d'entre elles a gardé le diamant, ne sachant pas vraiment ce que c'était.
Les filles vont donc partir dans plusieurs endroits, où elles révéleront leurs identités malgré elles. Finalement elles arrivent en Australie. Les amis du criminel les retrouvent, mais elles s'en sortent et le criminel est finalement arrêté.

## Distribution
- Mary-Kate Olsen (VF : Dorothée Pousséo ; VQ : Bianca Gervais) : Maddie Parker
- Ashley Olsen (VF : Dorothée Pousséo ; VQ : Bianca Gervais) : Abby Parker
- Jim Meskimen (VQ : Mario Desmarais) : Rick Parker
- Tamara Clatterbuck (VQ : Madeleine Arsenault) : Teri Parker
- Robert Miano (VF : Gérard Rinaldi ; VQ : Luis de Cespedes) : Emil Hatchew
- Jason Clarke (VQ : Patrice Dubois) : Mac
- Richard Carter (VQ : Jean-Jacques Lamothe) : Sidney
- Jo Phillips (VQ : Maryse Gagné) : Katie
- Harold Hopkins (VQ : Jean-Marie Moncelet) : Shelby Shaw
- Ernie Hudson Jr. (VQ : Pierre Chagnon) : l'agent Banner
- Willie Garson (VQ : François Godin) : l'agent Norm
- Jade Bronneberg : Victoria
- Ryan Clark (VF : Donald Reignoux) : Pete
- Scott Swallwell : Avery
- Nina Schultz : Sheila
- Chris Roy : Donny
- Daniel Warkfield : Ray
- Chris Stapley : Leonard

 Source et légende : version française (VF) sur RS Doublage ; version québécoise (VQ) sur Doublage.qc.ca